# デヴォン島
デヴォン島（デヴォンとう、英：Devon Island、イヌイット語:Tatlurutit）とは、北極海に存在する島の1つであり、現在のところ世界最大の無人島となっている。カナダ・ヌナブト準州に属する。

## 概要
デヴォン島の面積は約55,000km2で、これは、世界の島の中では第27位、カナダでは第6位、同国クイーンエリザベス諸島では第2位の面積を持つ島である。
日本の島との面積比は、本州の24%、北海道の66%、九州の1.49倍、四国の3.01倍の面積である。
先カンブリア代の片麻岩、古生代の泥岩と頁岩でできている。最高地点は標高1920m、いくつか小山脈がある。
比較的高い標高と高緯度のため、大型の動物はほとんど存在せず、わずかなジャコウウシと小鳥、小動物のみが生息している。
夏には稀に10℃を超えることもあるが、冬は-50℃近くにもなる。年間を通して気温が低く水分が大気中に存在しにくいため、砂漠のように降水量は非常に少ない。
デヴォン島には、ホートン・インパクト・クレーターと呼ばれるクレーターが存在する。これは約3900万年前に直径約2kmの隕石が落下したことによって形成されたものである。このクレーターの直径は約23kmで、現在は湖になっている。